# Хасса чифлик
Хасса̀ чифлѝк е неразделна част от калъча на поземления тимар и не влиза в земята, която се обработва от раята.
В състава му влизат най-често лозе, овощна градина, мелница, ливада. Тимариотът се разпорежда свободно единствено докато владее тимара.